# Lachemilla glandulosa
Lachemilla glandulosa är en rosväxtart som först beskrevs av Asplund och Rothm., och fick sitt nu gällande namn av Werner Hugo Paul Rothmaler. Lachemilla glandulosa ingår i släktet Lachemilla och familjen rosväxter. Inga underarter finns listade i Catalogue of Life.